# Cafe24.co.jp
cafe24.co.jp（カフェにじゅうよんシーオージェイピー）は、CAFE24 JAPAN株式会社（カフェにじゅうよんジャパン、英: CAFE24 JAPAN INC.）が運営する海外直販が可能なASPシステムを提供するサイトである。

## 主な特徴
- 個人事業主から企業まで越境ECを通じて、世界進出を狙える。
- 日本語、英語、中国語（簡体字、繁体字）、スペイン語、ポルトガル語、韓国語など7つの言語でECサイトを開業できる。
- SBペイメントサービス、PayPalなど国内外の決済代行企業や楽天市場など電子商店街ともシステム連携を行っている。